# Victor Scharf
Viktor Scharf, né le 2 janvier 1872 à Vienne et mort en Argentine en 1943, est un peintre autrichien spécialisé dans les intérieurs, portraits et scènes de genre. Peintre de style réaliste/expressionniste, il exposa de 1905 à 1915 en Europe et aux États-Unis.

## Biographie
Victor Scharf voit le jour en 1872 à Vienne. Fils de Alexander Scharf et Alexandrine Scharf, il grandit dans la bourgeoisie viennoise.
Une fois majeur, le jeune homme part à Paris. Il commence à exposer régulièrement dès 1906 et reçoit une multitude de prix. La même année, Scharf devient membre d'une importante association d'artistes, la Künstlerhaus. Il y expose des portraits durant une quinzaine d'années environ.
Il se marie avec Marie Louise Scharf, une Française, et a une fille, Renée Yvonne Cushman.

## Œuvres et formation
Viktor Scharf étudie sous la direction de plusieurs peintres de renom tels que Joseph Herterich, Eugène Carrière et James McNeill Whistler. Au fil des années, le peintre développe un style particulier qui mêle réalisme soigné et influence impressionniste (dans les fonds notamment).
Parmi ses sujets favoris, se trouvent plusieurs thèmes classiques tels que la bourgeoisie, les intérieurs ou les scènes de genre calmes. Ses œuvres les plus célèbres sont :
- Dutch Fisherman (Belvedere Museum, Vienne) ;
- Portraits de membres de la famille de Liechtenstein (1916–1931) ;
- Elegant Full-Length Portrait (1913).

Deux musées possèdent majoritairement ses collections, l'Österreichische Galerie Belvedere ainsi que le Liechtenstein Museum.

## Expositions majeures
Expositions majeures :
- Carnegie Institute à Pittsburgh (1905–1906) ;
- Earls Court, Londres (1906) ;
- Biennale de Venise (1907, 1912) ;
- Künstlerhaus, Budapest (1913–1914) ;
- Vienne, expositions d’artistes autrichiens (1915).

## Caractéristiques dans les enchères et cote
Caractéristiques dans les enchères et cote :
- certaines œuvres atteignent entre 1 000 et 2 000 $ ;
- œuvres typiques : portraits féminins élégants et scènes d'intérieur ;
- peintures recherchées pour leur élégance et qualité de finition.

En 2011, une toile de Viktor Scharf, Femme en blanc assise dans un salon, s'est vendue aux enchères pour 2 880 dollars américains, le record (toujours valable et 2025) pour l'artiste.

## Sources
1. ↑  Itai Hermelin, « Viktor Scharf (1872 - 1943) » , sur Geni, 27 avril 2022 (consulté le 14 juillet 2025).
2. ↑  (de) « Viktor Scharf » , sur Belvedere Museum (consulté le 13 juillet 2025).
3. ↑  (de) « Viktor Scharf » , sur sammlung.belvedere.at (consulté le 13 juillet 2025).
4. ↑  (de) « Viktor Scharf », sur sammlung.belvedere.at (consulté le 13 juillet 2025).
5. ↑  (en) Itai Hermelin, « Victor Scharf (1872-1943) », sur Geni, 27 avril 2022 (consulté le 13 juillet 2025).
6. ↑  (de) « Viktor Scharf » , sur sammlung.belvedere.at (consulté le 13 juillet 2025).
7. ↑  (en) « Victor Scharf Sold at Auction Prices » , sur invaluable.com (consulté le 13 juillet 2025).
8. ↑  (en) « Viktor Scharf exhibitions » , sur Database of Modern Exhibitions (DoME) (consulté le 13 juillet 2025).
9. ↑  (en) « Victor Scharf Sold at Auction Prices »  (consulté le 13 juillet 20252).
10. ↑  (en) « Victor Scharf » , sur Mutual Art (consulté le 15 juillet 2025).